# Адрара Сан Роко
Адрара Сан Роко (итал. Adrara San Rocco) је насеље у Италији у округу Бергамо, региону Ломбардија.
Према процени из 2011. у насељу је живело 799 становника. Насеље се налази на надморској висини од 432 м.

## Становништво
Према резултатима пописа становништва 2011. у општини је живело 836 становника.
| 1931. | 1936. | 1951. | 1961. | 1971. | 1981. | 1991. | 2001. | 2011. |
| ----- | ----- | ----- | ----- | ----- | ----- | ----- | ----- | ----- |
| 1.018 | 957   | 883   | 780   | 694   | 649   | 684   | 804   | 836   |